# 图卢兹星
图卢兹星（138 Tolosa）是第138颗被人类发现的小行星，是来自法国图卢兹的亨利·约瑟夫·阿纳斯塔斯·佩罗坦于1874年3月19日发现。图卢兹星的直径为45.5千米，质量为9.9×1016千克。
图卢兹星的近日点离太阳2.051天文单位，远日点离太阳2.846天文单位，它的公转周期为3.83年，或1399.371天。它的轨道与黄道的倾角为3.208°，偏心率为0.162。
图卢兹星的表面由比较亮的矽酸鹽组成，它的反照率为0.270。它的自转周期为10小时又6分钟。
該小行星以法國的城市圖盧茲命名。